# باول ماري
باول ماري (بالإنجليزية: Paul Marie)‏ (24 مارس 1995 في فرنسا - ) هو لاعب كرة قدم أمريكي في مركز الدفاع. لعب مع ريدينغ يونايتد إيسي.

## وصلات خارجية
- باول ماري على موقع الدوري الأمريكي (الإنجليزية)
- باول ماري على موقع إي إس بي إن إف سي (الإنجليزية)
- باول ماري على موقع قاعدة بيانات كرة القدم.إي يو (الإنجليزية)
- باول ماري على موقع ليكيب (الفرنسية)
- باول ماري على موقع Soccerway.com (الإنجليزية)
- باول ماري على موقع AS.com (الإسبانية)